# Worldcon rendezvények listája
A World Science Fiction Conventions listája.
1942–1945 között a második világháború miatt nem volt megtartva a rendezvény.
|     | Év   | Név                | Város           | Ország         | Díszvendég | Résztvevők    |
| --- | ---- | ------------------ | --------------- | -------------- | --- | ------------- |
| 1.  | 1939 | Nycon I            | New York        | USA            | Frank R. Paul | 200           |
| 2.  | 1940 | Chicon I           | Chicago         | USA            | E. E. "Doc" Smith | 128           |
| 3.  | 1941 | Denvention I       | Denver          | USA            | Robert A. Heinlein | 90            |
| 4.  | 1946 | Pacificon I        | Los Angeles     | USA            | A. E. van Vogt E. Mayne Hull                                                                                                   | 130           |
| 5.  | 1947 | Philcon I          | Philadelphia    | USA            | John W. Campbell, Jr. | 200           |
| 6.  | 1948 | Torcon I           | Toronto         | Kanada         | Robert Bloch Bob Tucker (fan)                                                                                                  | 200           |
| 7.  | 1949 | Cinvention         | Cincinnati      | USA            | Lloyd A. Eshbach Ted Carnell (fan)                                                                                             | 190           |
| 8.  | 1950 | Norwescon          | Portland        | USA            | Anthony Boucher | 400           |
| 9.  | 1951 | Nolacon I          | New Orleans     | USA            | Fritz Leiber | 190           |
| 10. | 1952 | TASFiC             | Chicago         | USA            | Hugo Gernsback | 870           |
| 11. | 1953 | Philcon II         | Philadelphia    | USA            | Willy Ley | 750           |
| 12. | 1954 | SFCon              | San Francisco   | USA            | John W. Campbell, Jr. | 700           |
| 13. | 1955 | Clevention         | Cleveland       | USA            | Isaac Asimov Sam Moskowitz | 380           |
| 14. | 1956 | NyCon II           | New York        | USA            | Arthur C. Clarke | 850           |
| 15. | 1957 | Loncon I           | London          | Nagy-Britannia | John W. Campbell, Jr. | 268           |
| 16. | 1958 | Solacon            | South Gate      | USA            | Richard Matheson | 211           |
| 17. | 1959 | Detention          | Detroit         | USA            | Poul Anderson John Berry (fan)                                                                                                 | 371           |
| 18. | 1960 | Pittcon            | Pittsburgh      | USA            | James Blish | 568           |
| 19. | 1961 | Seacon             | Seattle         | USA            | Robert A. Heinlein | 300           |
| 20. | 1962 | Chicon III         | Chicago         | USA            | Theodore Sturgeon | 550           |
| 21. | 1963 | Discon I           | Washington      | USA            | Murray Leinster | 600           |
| 22. | 1964 | Pacificon II       | Oakland         | USA            | Leigh Brackett Edmond Hamilton Forrest J Ackerman (fan)                                                                        | 523           |
| 23. | 1965 | Loncon II          | London          | Nagy-Britannia | Brian W. Aldiss | 350           |
| 24. | 1966 | Tricon             | Cleveland       | USA            | L. Sprague de Camp | 850           |
| 25. | 1967 | Nycon 3            | New York        | USA            | Lester del Rey Bob Tucker (fan)                                                                                                | 1,500         |
| 26. | 1968 | Baycon             | Berkeley        | USA            | Philip Jose Farmer Walter J. Daugherty (fan)                                                                                   | 1,430         |
| 27. | 1969 | St. Louiscon       | St. Louis       | USA            | Jack Gaughan Eddie Jones (fan)                                                                                                 | 1,534         |
| 28. | 1970 | Heicon '70         | Heidelberg      | Németország    | E.C. Tubb Robert Silverberg Herbert W. Franke Elliot K. Shorter (fan)                                                          | 620           |
| 29. | 1971 | Noreascon I        | Boston          | USA            | Clifford D. Simak Harry Warner, Jr. (fan)                                                                                      | 1,600         |
| 30. | 1972 | L.A.con I          | Anaheim         | USA            | Frederik Pohl Buck & Juanita Coulson (fan)                                                                                     | 2,007         |
| 31. | 1973 | Torcon II          | Toronto         | Kanada         | Robert Bloch William Rotsler (fan)                                                                                             | 2,900         |
| 32. | 1974 | Discon II          | Washington      | USA            | Roger Zelazny Jay Kay Klein (fan)                                                                                              | 3,587         |
| 33. | 1975 | Aussiecon 1        | Melbourne       | Ausztrália     | Ursula K. Le Guin Susan Wood (fan) Mike Glicksohn (fan) Donald Tuck                                                            | 606           |
| 34. | 1976 | MidAmeriCon        | Kansas City     | USA            | Robert A. Heinlein | 3,014         |
| 35. | 1977 | SunCon             | Miami Beach     | USA            | Jack Williamson Robert A. Madle (fan)                                                                                          | 3,240 (4,200) |
| 36. | 1978 | IguanaCon II       | Phoenix         | USA            | Harlan Ellison Bill Bowers (fan)                                                                                               | 4,700         |
| 37. | 1979 | Seacon '79         | Brighton \|     | Nagy-Britannia | Brian W. Aldiss Fritz Leiber Harry Bell (fan)                                                                                  | 3,114         |
| 38. | 1980 | Noreascon Two      | Boston          | USA            | Damon Knight Kate Wilhelm Bruce Pelz (fan)                                                                                     | 5,850         |
| 39. | 1981 | Denvention Two     | Denver          | USA            | Clifford D. Simak C.L. Moore Rusty Hevelin (fan)                                                                               | 3,792         |
| 40. | 1982 | Chicon IV          | Chicago         | USA            | A. Bertram Chandler Frank Kelly Freas Lee Hoffman (fan)                                                                        | 4,275         |
| 41. | 1983 | ConStellation      | Baltimore       | USA            | John Brunner David A. Kyle (fan)                                                                                               | 6,400         |
| 42. | 1984 | L.A.con II         | Anaheim         | USA            | Gordon R. Dickson Dick Eney (fan)                                                                                              | 8,365         |
| 43. | 1985 | Aussiecon Two      | Melbourne       | Ausztrália     | Gene Wolfe Ted White (fan) | 1,599         |
| 44. | 1986 | ConFederation      | Atlanta         | USA            | Ray Bradbury Terry Carr (fan)                                                                                                  | 5,811         |
| 45. | 1987 | Conspiracy '87     | Brighton        | Nagy-Britannia | Doris Lessing Alfred Bester Borisz és Arkagyij Sztrugackij Jim Burns Ray Harryhausen Joyce and Ken Slater (fan) David Langford | 4,009 (5,425) |
| 46. | 1988 | Nolacon II         | New Orleans     | USA            | Donald A. Wollheim Roger Sims (fan)                                                                                            | 5,300         |
| 47. | 1989 | Noreascon 3        | Boston          | USA            | Andre Norton Betty és Ian Ballantine The Stranger Club (fan)                                                                   | 6,837 (7,795) |
| 48. | 1990 | ConFiction         | Hága            | Hollandia      | Harry Harrison Wolfgang Jeschke Joe Haldeman Andrew I. Porter (fan)                                                            | 3,580         |
| 49. | 1991 | Chicon V           | Chicago         | USA            | Hal Clement Martin H. Greenberg Richard Powers Jon and Joni Stopa (fan)                                                        | 5,661         |
| 50. | 1992 | MagiCon            | Orlando         | USA            | Jack Vance Vincent Di Fate Walter A. Willis (fan)                                                                              | 5,319 (6,368) |
| 51. | 1993 | ConFrancisco       | San Francisco   | USA            | Larry Niven Alicia Austin Tom Digby Jan Howard Finder Mark Twain (tiszteletbeli)                                               | 6,602         |
| 52. | 1994 | ConAdian           | Winnipeg        | Kanada         | Anne McCaffrey George Barr Robert Runte (fan)                                                                                  | 3,570 (7,725) |
| 53. | 1995 | Intersection       | Glasgow, Skócia | Nagy-Britannia | Samuel R. Delany Gerry Anderson Les Edwards Vin¢ Clarke (fan)                                                                  | 4,173 (6,524) |
| 54. | 1996 | L.A.con III        | Anaheim         | USA            | James White Roger Corman Elsie Wollheim Takumi and Sachiko Shibano (fan)                                                       | 6,703         |
| 55. | 1997 | LoneStarCon 2      | San Antonio     | USA            | Algis Budrys Michael Moorcock Don Maitz Roy Tackett (fan)                                                                      | 4,634 (5,614) |
| 56. | 1998 | BucConeer          | Baltimore       | USA            | C. J. Cherryh Milton A. Rothman Stanley Schmidt Michael Whelan J. Michael Straczynski                                          | 6,572         |
| 57. | 1999 | Aussiecon Three    | Melbourne       | Ausztrália     | Gregory Benford George Turner Bruce Gillespie (fan)                                                                            | 1,626 (2,872) |
| 58. | 2000 | Chicon 2000        | Chicago         | USA            | Ben Bova Bob Eggleton Jim Baen Bob & Anne Passovoy (fan)                                                                       | 5,794 (6,574) |
| 59. | 2001 | Millennium Philcon | Philadelphia    | USA            | Greg Bear Stephen Youll Gardner Dozois George H. Scithers (fan)                                                                | 4,840 (6,269) |
| 60. | 2002 | ConJosé            | San Jose        | USA            | Vernor Vinge David Cherry Bjo & John Trimble (fan) Ferdinand Feghoot                                                           | 5,162 (5,916) |
| 61. | 2003 | Torcon 3           | Toronto         | Kanada         | George R. R. Martin Frank Kelly Freas Mike Glyer (fan) Robert Bloch                                                            | 3,834 (4,986) |
| 62. | 2004 | Noreascon 4        | Boston          | USA            | Terry Pratchett William Tenn Jack Speer (fan) Peter Weston (fan)                                                               | 5,651 (7,485) |
| 63. | 2005 | Interaction        | Glasgow         | Nagy-Britannia | Greg Pickersgill Christopher Priest Robert Sheckley Lars-Olov Strandberg Jane Yolen                                            | 4,115 (5,202) |
| 64. | 2006 | L.A.con IV         | Anaheim         | USA            | Connie Willis James Gurney Howard DeVore (fan) Frankie Thomas                                                                  | 5,738 (6,291) |
| 65. | 2007 | Nippon 2007        | Jokohama        | Japán          | Sakyo Komatsu David Brin Takumi Shibano (fan) Yoshitaka Amano Michael Whelan                                                   | 2,788 (4,010) |
| 66. | 2008 | Denvention 3       | Denver          | USA            | Lois McMaster Bujold Tom Whitmore (fan) Rick Sternbach                                                                         | 3,751         |
| 67. | 2009 | Anticipation       | Montréal        | Kanada         | Neil Gaiman Elisabeth Vonarburg Taral Wayne (fan) David Hartwell Tom Doherty Ralph Bakshi                                      |               |
| 68. | 2010 | Aussiecon Four     | Melbourne       | Ausztrália     | Kim Stanley Robinson Robin Johnson (fan) Shaun Tan                                                                             |               |
| 69. | 2011 | Renovation         | Reno            | USA            | Tim Powers Ellen Asher Boris Vallejo Charles N. Brown                                                                          |               |

## Fordítás
- Ez a szócikk részben vagy egészben  a   List of Worldcons című angol Wikipédia-szócikk fordításán alapul.  Az eredeti cikk szerkesztőit annak laptörténete sorolja fel. Ez a jelzés csupán a megfogalmazás eredetét és a szerzői jogokat jelzi, nem szolgál a cikkben szereplő információk forrásmegjelöléseként.